# Karimanti, Shrirangapattana
Karimanti là một làng thuộc tehsil Shrirangapattana, huyện Mandya, bang Karnataka, Ấn Độ.